# 马鞍岛
马鞍岛，又称横门岛，是广东省中山市的一个岛屿，东临珠江口，西临横门西水道，南与珠海淇澳岛相望，是深中通道中山出入口所在地，面积35平方公里，人口约7万人，目前由中山翠亨新区管理委员会管辖。

## 历史
原为珠江口西岸横门水道出口处的一个面积4平方公里的小岛，渐形成名为“马安村（马鞍村）”的小村落，故被称为“横门岛”、“马鞍岛”。1939年，中山县军民在此进行抗击日军的“横门保卫战”，1989年起，当地在马安村往南的大浪底滩涂进行围垦，用4.4万亩沙石、泥土陆续围垦出了4万多亩土地，用于种植甘蔗、香蕉、莲藕、玉米等农作物。2002年12月，中山火炬开发区临海工业园在马鞍岛成立，2013年3月25日，中山翠亨新区管委会正式挂牌成立，起步区选址马鞍岛。2024年3月28日，“中山国际人才岛”在马鞍岛正式揭幕。

## 地理
最高点为海拔105米的横门山，岛上共有河涌10条，基本为围垦时形成的河流，最长的河涌为南北向的茅龙涌，全长7.92公里，与岛内最大湖泊、面积144000平方米的翠湖相连。

## 交通
岛内已形成以未来大道、香山大道、五桂路、横门路、和信路、和清路为主的“三横三纵”路网，有中开高速公路、深岑高速公路与外界相连，南中城际将在马鞍岛新建香山站、翠亨新区站和客运港站。2024年6月，中山港客运码头搬迁至马鞍岛。